# Aquiel
Aquiel (Originaltitel: Aquiel) ist die 13. Folge der sechsten Staffel der US-amerikanischen Science-Fiction-Fernsehserie Raumschiff Enterprise – Das nächste Jahrhundert. Sie wurde in den Vereinigten Staaten über Syndication vermarktet und erstmals am 1. Februar 1993 auf verschiedenen Fernsehsendern ausgestrahlt. In Deutschland war sie zum ersten Mal am 3. Juni 1994 in einer synchronisierten Fassung auf Sat.1 zu sehen.

## Handlung
Im Jahr 2369 bei Sternzeit 46461.3 fliegt die Enterprise zur Relaisstation 47 in der Nähe der klingonischen Grenze, um dort Güter abzuliefern. Als die Besatzung sich nicht meldet, beamt ein Außenteam an Bord, um nach dem Rechten zu sehen. Das Team findet die Station scheinbar verlassen vor, stößt aber bald auf einen Hund. Schiffsärztin Beverly Crusher findet Zellrückstände, die mit einer Bodenplatte verbacken sind, und kann sie der Haliianerin Lieutenant Aquiel Uhnari zuordnen. Von Lieutenant Keith Rocha, dem zweiten Besatzungsmitglied der Station, fehlt weiter jede Spur. Ebenso fehlt das Shuttle der Station.
La Forge findet heraus, dass von der Station verschlüsselte Botschaften versendet wurden und jemand versucht hat, unbefugt Zugriff auf diese zu erlangen. Danach macht sich La Forge an die Sichtung von Uhnaris persönlichen Aufzeichnungen, um nach Hinweisen bezüglich ihrer Ermordung zu suchen. Er erfährt, dass sie ihre Familie sehr vermisst hat und nur schlecht mit ihrem Kollegen Rocha zurechtkam, den sie als unhöflich und selbstsüchtig empfand. Der aufgefundene Hund erweist sich als Uhnaris Haustier. Sie berichtet außerdem von einem Klingonen namens Morag, der die Station mehrmals besuchte und sie und Rocha bedrohte. Uhnaris Aufzeichnungen enden, als sie ein Geräusch hört und diesem nachgehen will.
La Forge teilt seine Erkenntnisse Captain Picard mit, der sich an den klingonischen Gouverneur Torak wendet. Da die Klingonen und die Föderation Verbündete sind, empfindet Torak es als Beleidigung, dass ein Klingone des Mordes an einer Föderationsbürgerin verdächtigt wird. Als Picard droht, sich direkt an den klingonischen Kanzler Gowron zu wenden, lenkt Torak aber schließlich ein und erklärt sich zur Zusammenarbeit bereit. Nach einer Weile trifft er mit einem Raumschiff bei der Station ein und bringt eine unerwartete Begleiterin mit auf die Enterprise: Aquiel Uhnari, die in einem Shuttle auf der klingonischen Seite der Grenze aufgefunden wurde.
Die am Kopf verletzte Uhnari erinnert sich nur bruchstückhaft an das, was geschehen ist. Sie weiß noch, dass sie plötzlich ganz grundlos von Rocha angegriffen wurde und zum Waffenschrank laufen wollte. Danach erinnert sie sich nur noch, dass sie sich plötzlich im Shuttle wiederfand und von den Klingonen gefunden wurde. La Forge bringt Uhnari wieder mit ihrem Hund zusammen und gesteht ihr, dass er ihre privaten Aufzeichnungen durchgesehen hat. Durch Uhnaris unerwartetes Auftauchen steht der Fall plötzlich in einem ganz neuen Licht. Der Verbleib von Rocha ist weiter unklar. Dr. Crusher prüft, ob die gefundenen Zellrückstände in Wirklichkeit von ihm stammen. Uhnari wird nun vom vermeintlichen Mordopfer plötzlich selbst zur Verdächtigen. Aber auch die Rolle von Morag ist noch unklar. Der erste Offizier Will Riker und Sicherheitschef Worf durchsuchen das Shuttle und finden darin einen Phaser, der von der Relaisstation stammt und auf Töten eingestellt ist. Der Zustand der gefundenen Zellrückstände deutet darauf hin, dass der Phaserbeschuss mindestens 30 Sekunden gedauert haben muss. Für Riker sieht dies nicht nach einem bloßen Akt der Selbstverteidigung aus, doch La Forge ist nicht davon überzeugt, dass Uhnari eine Mörderin ist. Er kehrt auf die Station zurück, in der Hoffnung, in Rochas Aufzeichnungen entlastendes Material zu finden.
Morag trifft zu einer Befragung ein. Er gesteht, dass er kürzlich auf der Station war und einige geheime Übertragungen gestohlen hat. Doch der Kampf hatte da bereits stattgefunden und die Station war verlassen. Torak überlässt ihn nach seinem Geständnis der Gerichtsbarkeit der Föderation. La Forge findet heraus, dass Uhnari einige von Rochas Eintragungen gelöscht hat, was sie eher be- statt entlastet. Er stellt sie zur Rede und sie gesteht, dass es sich um einen Brief an die Sternenflotte handelte, in dem Rocha sie als aufmüpfig und streitlustig beschrieb und um eine formelle Anhörung bitten wollte. Uhnari hatte Angst, dass sie für Rochas Mörderin gehalten würde, wenn jemand den Brief findet, und hat ihn daher gelöscht. Sie sieht ein, dass dies eine dumme Kurzschlussreaktion war, und nimmt La Forges Rat an, von nun an aufrichtig zu sein. Schließlich kommen die beiden sich näher und küssen sich. Uhnari möchte La Forge mit einem Ritual aus ihrer Heimat vertraut machen. Ihre Spezies ist telepathisch veranlagt und mittels eines Kristalls ist es möglich, eine telepathische Verbindung zwischen zwei Personen herzustellen.
Dr. Crusher unterzieht währenddessen die Zellrückstände einer weiteren Untersuchung, hat dabei aber Schwierigkeiten, weil die DNS mittlerweile zerfällt. Als sie die Rückstände berührt, geschieht etwas unerwartetes: Sie verformen sich und bilden Dr. Crushers Hand nach. Dr. Crusher glaubt, jetzt eine Erklärung für Rochas Verschwinden gefunden zu haben: Die Rückstände gehören zu einer sogenannten sich-vereinigenden Lebensform, die sich von anderen Lebewesen ernährt und anschließend deren Form und auch ihre Identität annimmt. Dr. Crusher vermutet, dass Rocha bereits an seinem letzten Arbeitsort getötet wurde und an seiner Stelle in Wirklichkeit die sich-vereinigende Lebensform den Dienst auf Relaisstation 47 antrat. Sie hält es auch für möglich, dass die Lebensform immer noch lebt und eine neue Gestalt angenommen hat, entweder die von Morag oder die von Uhnari.
Riker unterbricht sofort die Zeremonie von La Forge und Uhnari und bringt Uhnari auf die Krankenstation, wo sie und Morag gründlich untersucht werden sollen. La Forge kehrt währenddessen in sein Quartier zurück, wo Uhnaris Hund auf ihn wartet. Zunächst scheint es, als wolle dieser mit ihm spielen, doch plötzlich beginnt der Hund sich zu verwandeln und greift La Forge an. Der greift zu einem Phaser und schießt. Das zeigt zunächst keine Wirkung. Erst als La Forge den Phaser auf die höchste Stufe einstellt, wird die Lebensform schließlich vernichtet.
Da der Fall nun gelöst ist, ist es für La Forge und Unahri Zeit, sich zu verabschieden. Sie will sich eine neue Stelle suchen, lehnt aber La Forges Angebot ab, ihr einen Posten auf der Enterprise zu verschaffen. Sie würde gern irgendwann auf diesem Schiff dienen, doch möchte sie dies aufgrund ihrer eigenen Leistungen erreichen.

## Besonderheiten

### Verbindungen zu anderen Star-Trek-Produktionen
Picard spielt hier gegenüber Gouverneur Torak auf seine Rolle bei der Machtübernahme des klingonischen Kanzlers Gowron an. Diese wird in den Folgen 4.07 (Tödliche Nachfolge) und 4.26/5.01 (Der Kampf um das klingonische Reich) von Raumschiff Enterprise – Das nächste Jahrhundert behandelt.
Die Ereignisse aus dieser Folge wurden in mehreren späteren Star-Trek-Produktionen wieder aufgegriffen:
- Mit Aquiel Uhnari ist erstmals eine Haliianerin zu sehen. Weitere Angehörige dieses Volks haben später als Hintergrundfiguren und in Nebenrollen Auftritte in den Serien Star Trek: Short Treks, Star Trek: Lower Decks und Star Trek: Picard.
- Die sich-vereinigende Lebensform wird in Folge 6.23 (Der rechtmäßige Erbe) von Raumschiff Enterprise – Das nächste Jahrhundert noch einmal erwähnt.

### Besonderheiten der deutschen Synchronfassung
In der deutschen Synchronfassung fehlen in Aquiel und in der vorangegangenen Folge Das Schiff in der Flasche im Vorspann die ersten beiden Sätze des Einleitungstexts („Der Weltraum – unendliche Weiten. Wir befinden uns in einer fernen Zukunft.“).

## Produktion

### Drehbuch
Die Grundidee dieser Folge basiert auf dem Spielfilm Laura von 1944, in dem ein Polizist sich in die Frau verliebt, deren vermeintliche Ermordung er aufklären soll.
Jeri Taylor hatte ursprünglich vor, die Romanze zwischen Geordi La Forge und Aquiel Uhnari zu einer dauerhaften Beziehung weiterzuentwickeln. Ihre Motivation hierfür war, dass mit dem Wechsel der beiden Nebenfiguren Miles und Keiko O’Brien (Colm Meaney und Rosalind Chao) zur Spin-off-Serie Star Trek: Deep Space Nine plötzlich die gesamte Haupt- und Nebenbesetzung von Raumschiff Enterprise – Das nächste Jahrhundert aus Singles bestand. Da aber sowohl das Produktionsteam selbst als auch die Zuschauer mit der Folge Aquiel eher unzufrieden waren und auch die entsprechende Chemie zwischen Renée Jones und LeVar Burton fehlte, verfolgte Taylor diese Idee nicht weiter.

### Darsteller
Wayne Grace, Darsteller von Gouverneur Torak, spielte auch einen cardassianischen Legaten in Folge 6.07 (Tiefes Unrecht) von Star Trek: Deep Space Nine und den klingonischen Admiral Krell in Folge 4.16 (Die Abweichung) von Star Trek: Enterprise.

### Modelle
Für die Relaisstation 47 wurde das modifizierte Modell einer Raumkapsel aus Folge 1.26 (Die neutrale Zone) wiederverwendet. In Folge 7.11 (Parallelen) war das Modell in der gleichen Modifikation wie in Aquiel noch einmal als Sternenbasis 47 zu sehen.
Für die Szene, in der sich Toraks Schiff der Enterprise nähert, wurde eine Aufnahme aus Folge 4.07 (Tödliche Nachfolge) wiederverwendet.

## Rezeption
Keith DeCandido bewertete Aquiel 2012 auf tor.com als eine eher schlechte Folge von Raumschiff Enterprise – Das nächste Jahrhundert. Den Kriminalfall fand er größtenteils recht gut, seine Auflösung hingegen unglaubwürdig. Unverständlich fand DeCandido, dass die Folge schon wieder eine eher unangenehme Liebesgeschichte mit La Forge im Mittelpunkt behandelt, was bereits in mehreren früheren Folgen nicht funktioniert hatte. Weiterhin fand er Renée Jones’ Schauspielleistung nicht überzeugend.
Kayleena Pierce-Bohen erstellte 2019 für screenrant.com auf der Grundlage von IMDb-Bewertungen eine Liste der zehn schlechtesten Star-Trek-Folgen. Aquiel landete dabei auf Platz 9.